# Kadougli

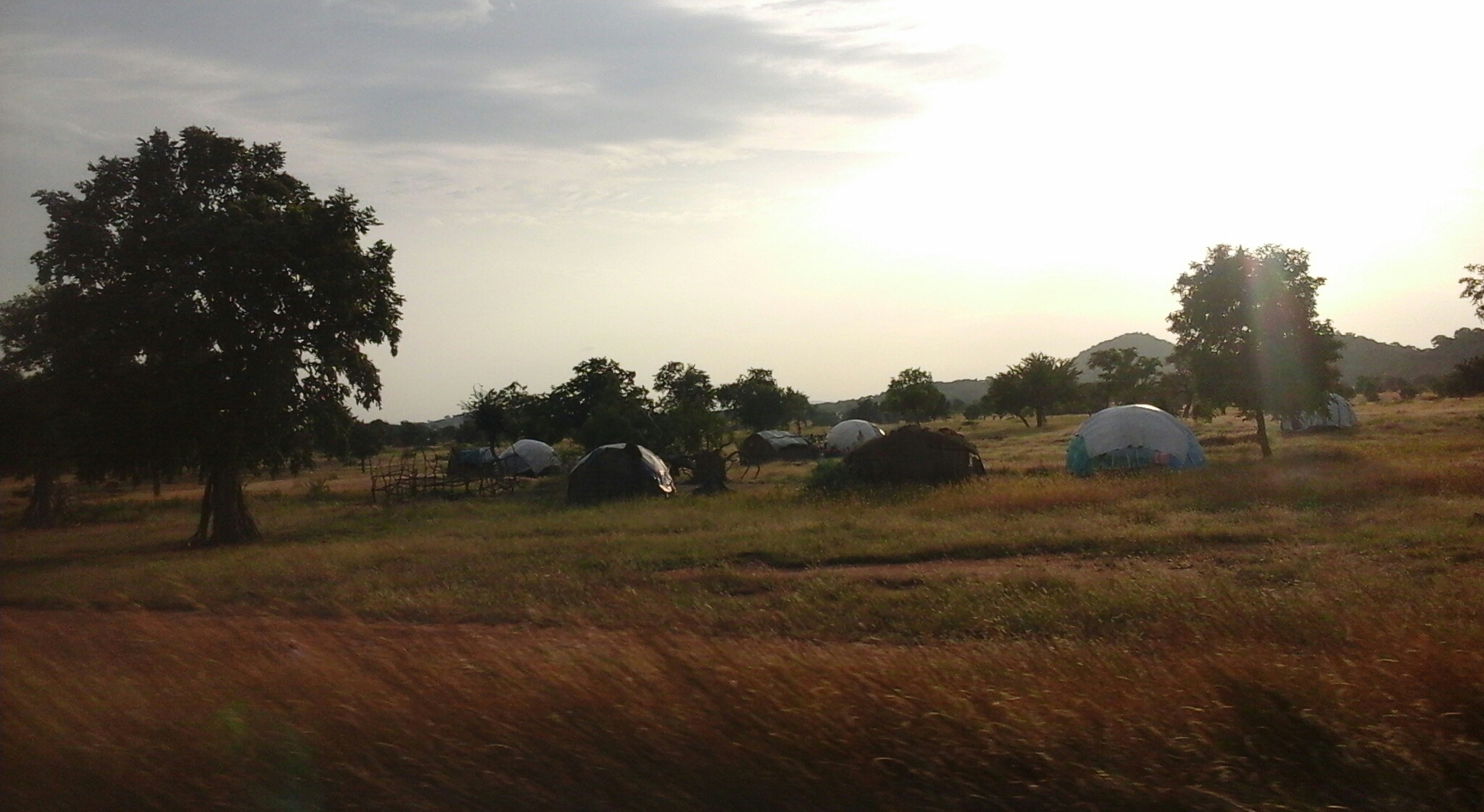
Coucher de soleil entre Dalang et Kadougli.

Kadougli (en arabe : كاَدُقْلِي) est la capitale de l'État du Kordofan méridional au Soudan. Elle est située à 240 km au sud d'El Obeid à l'extrémité septentrionale de la plaine du Nil Blanc.

## Annexe